# ISO (filmfølsomhed)
 For alternative betydninger, se ISO (flertydig). (Se også artikler, som begynder med ISO)
ISO (filmfølsomhed), i den fotografiske verden, er en international måleenhed baseret på ISO 12232, som angiver fotografiske films (analog) og digitale billedchips lysfølsomhed eller populært, hastighed. En højere lysfølsomhed tillader kortere lukkertider med den samme blænde. Derved kan man bedre undgå bevægelsesuskarphed og rystede optagelser uden at skulle anbringe kameraet på et stativ.
Standarden blev opdateret i 2006 med en teknik ved navn Recommended Exposure Index (REI), som med begrænsninger lader den enkelte kameraproducent vurdere når et billede er veleksponeret.
Høj ISO giver billederne en grynet effekt, men kræver kun lidt lys, mens lav ISO giver billederne med flere detaljer, men kræver meget lys.
Tidligere har man anvendt en ASA-enhed, der var identisk med ISO-tallet, og en DIN-enhed for lysfølsomhed.

## Ekstern henvisning
- ISO 12232:2006
- Exposure Index Arkiveret 1. marts 2016 hos  Wayback Machine